# Decherd, Tennessee
Decherd, Tennessee (енгл. Decherd) град је у америчкој савезној држави Тенеси.

## Демографија
По попису из 2010. године број становника је 2.361, што је 115 (5,1%) становника више него 2000. године.
| Група             | 2000.         | 2010.         |
| Белци             | 1.838 (81,8%) | 1.923 (81,4%) |
| Афроамериканци    | 325 (14,5%)   | 279 (11,8%)   |
| Азијати           | 5 (0,2%)      | 7 (0,3%)      |
| Хиспаноамериканци | 39 (1,7%)     | 81 (3,4%)     |
| Укупно            | 2.246         | 2.361         |